# دواوانیا
دواوانیا (به مجاری:  Dévaványa) یک منطقهٔ مسکونی در مجارستان است که در ناحیه دیومائندرود واقع شده‌است. دواوانیا ۲۱۶٫۷۳ کیلومتر مربع مساحت و ۸٬۲۷۳ نفر جمعیت دارد.

## خواهرخوانده
شهر کریستورو سکوئیسک خواهرخواندهٔ دواوانیا هست.